# Dimebag Darrell
Dimebag Darrell (egentligen Darrell Lance Abbott), även känd som Diamond Darrell, född 20 augusti 1966 i Dallas, död (mördad) 8 december 2004 i Columbus i Ohio, var en amerikansk gitarrist. Han var gitarrist i banden Pantera och Damageplan, vilka han även var med och grundade, samt i Rebel Meets Rebel. Han var yngre bror till Vinnie Paul.

## Influenser
Darrells banbrytande riff och soloteknik har inspirerat musiker världen över och hans gladlynta sinne har dokumenterats på Panteras officiella videosläpp; Cowboys from Hell, Vulgar Video och 3 Watch It Go. Även en video har släppts efter hans död, betitlad DimeVision - The Fun I Have. Darrell hade hittat inspiration till sina solospel från Ace Frehley och Eddie Van Halen.

## Död
Under en konsert på turné med Damageplan efter att de släppt sitt första album blev gitarristen Dimebag Darrell skjuten till döds tillsammans med tre andra (exklusive mördaren själv) på scen i Ohio den 8 december 2004 av 25-årige marinsoldaten Nathan Gale. Gale sköts själv till döds av polismannen James D. Niggemeyer i samband med händelsen. Niggemeyers ingripande, endast två minuter efter larmet, tros ha räddat flera liv då Gale vid tillfället höll gisslan. Bakgrunden till mordet tros vara Gales mentala instabilitet i kombination med en otrolig Pantera-fanatism. Vänner till Gale hävdade att Gale påstod att det var han och ingen annan som var upphovsman till Panteras låtar och att dessa blivit stulna av bröderna Abbott och Pantera. När sedan Pantera splittrades kollapsade Gales låtsasvärld, och han skyllde upplösningen av bandet på bröderna Abbott och beslöt att utkräva sin hämnd mot dem. Han gjorde faktiskt ett försök att komma upp på scenen vid två tidigare Damageplan-spelningar men avvisades då av vakterna.
Enligt vittnesuppgifter stormade Gale scenen från bakvägen, grep tag i Abbotts hår och sköt honom med tre skott i nacken (publiken trodde från början att det ingick i showen och jublade över de coola effekterna). Sedan utbröt tumult när Gale började skjuta vilt omkring sig och sköt ihjäl fyra personer och skadade två personer, däribland John "Kat" Brooks, känd Pantera-roadie.
Flera musiker har uttalat sig om händelsen som en stor tragedi. Flera band har även gjort hyllningssånger eller dedicerat sånger till Dimebag, däribland Zakk Wylde, som var nära vän till Dimebag. Också det amerikanska metalbandet Avenged Sevenfold har skrivit en låt om hans död, den heter Betrayed.